# Star Frontiers
Star Frontiers är ett amerikanskt science fiction-rollspel, publicerat 1982 av TSR.

## Regelsystem
Star Frontiers använder ett egenproducerat procenttärningsystem. Alla har åtta grundegenskaper, med värden vanligen inom spannet 30-70 med 45 som medelvärde. Färdighetsystemet har få men tämligen omfattande färdigheter med färdighetsvärden mellan ett och sex. Varje färdighet innehåller vanligen ett antal specialiserade underfärdigheter som alla höjs i takt med huvudfärdigheten. Färdigheten Robotics till exempel innefattar underfärdigheterna Identification, Adding Equipment, Repairing Robots, Activate/Deactivate, Removing Security Locks, Listing Functions, Altering Functions och Altering Mission. Alla underfärdigheter har olika baschans med en bonus på 10% för varje färdighetsvärdesteg i huvudfärdigheten.
Stridssystemet är mycket enkelt. Den som vill attackera någon, oavsett om det är i närstrid eller med ett skjutvapen, slår ett procenttärningslag mot den stridsfärdighet som används och om det lyckas slår anfallaren ett antal skadetärningar, exakt antal beroende på vilket vapen som används. Resultatet av skadeslaget dras sedan av från målets värde i grundegenskapen Stamina. När Stamina-värdet är nere i noll dör offret.
Utvecklingssystemet styrs av erfarenhetspoäng som varje rollperson erhåller efter varje spelsession. Dessa används sedan för att förbättra grundegenskaper eller färdighetsvärden.

## Utgivning
Star Frontiers släpptes 1982. Det kom i form av en box med tre stycken häftade böcker i A4-format. Det första häftet innehöll en enklare variant av reglerna avsedd för nybörjare medan det andra häftet innehöll mer avancerade regler samt världsinformation. Det tredje häftet innehöll introduktionsäventyret Crash on Volturnus (SF0). Boxen innehöll även tärningar, en dubbelsidig fyrfärgskarta och ett antal pappbrickor representerandes rollpersoner, motståndare och fordon.
1983 släpptes Star Frontiers - Knight Hawks, vilket var en tilläggsmodul med regler och material kretsande kring rymdfärder, rymdskepp och rymdstrid. Det innehöll även en hel del världsinformation som inte fanns i grundboxen. Knight Hawks kom i en box som innehöll två regelböcker, två kartor, tärningar, ett antal pappbrickor föreställande rymdfarkoster, samt en scenariosamling.
1985 släpptes Zebulon's Guide to the Frontier, vol 1. Det var en tilläggsmodul med regler som inte bara var utökade utan även var meningen skulle ersätta stora delar av grundspelets regler, framförallt vad gällde färdigheter, strid och skador. Den innehöll även mycket historik och information om världen spelet utspelas i. Zebulon's Guide to the Frontier, vol 1 kom i form av en limbunden bok med mjuka pärmar.
För närvarande ägs rättigheterna till allt Star Frontiers-relaterat material av Wizards of the Coast.

## Publikationer
- Volturnus - Planet of Mystery (SF1), 1982, äventyrsmodul
- Starspawn of Volturnus (SF2), 1982, äventyrsmodul
- Sundown on Starmist (SF3), 1983, äventyrsmodul
- Mission to Alcazzar (SF4), 1983, äventyrsmodul
- Referee's Screen, 1983, Spelhjälpmedel (innehåller spelledarskärm och miniäventyret Assault on Starship Omicron)
- Dramune Run (SFKH1), 1984, äventyrsmodul
- Mutiny on the Eleanor Moraes (SFKH2), 1984, äventyrsmodul
- 2001, 1984, äventyrsmodul (äventyret bygger på filmen med samma namn)
- 2010, 1984, äventyrsmodul (äventyret bygger på filmen med samma namn)
- Face of the Enemy (SFKH3), 1984, äventyrsmodul
- The War Machine (SFKH4), 1985, äventyrsmodul
- Bugs in the System (SFAD5), 1985, äventyrsmodul
- Dark Side of the Moon (SFAD6), 1985, äventyrsmodul